# الجردة (الطيال)

تعديل مصدري - تعديل

الجردة هي إحدى قرى عزلة جبل اللوز بمديرية الطيال التابعة لمحافظة صنعاء، بلغ تعداد سكانها 409 نسمة حسب تعداد اليمن لعام 2004.